# Dries De Bondt
Dries De Bondt (* 4. Juli 1991 in Londerzeel) ist ein belgischer Radrennfahrer.

## Sportlicher Werdegang
Ab 2009 machte sich Dries De Bondt vor allem einen Namen bei heimischen und sogenannten „Kirmesrennen“. 2014 hatte er bei der Tour de Vendée einen schweren Sturz, nach dem er für zwei Wochen lang in ein künstliches Koma versetzt wurde.
2015 gewann De Bondt mit dem Team Vérandas Willems das Mannschaftszeitfahren der Ronde van Midden-Nederland. 2016 entschied er das Rennen Halle–Ingooigem für sich.
Zur Saison 2019 wechselte De Bondt zu Corendon-Circus und wiederholte seinen Erfolg bei Halle-Ingooiem. Zudem das Memorial Rik Van Steenbergen. 2020 siegte er bei einer Etappe des Étoile de Bessèges sowie bei der Bergwertung der Algarve-Rundfahrt. Im selben Jahr wurde er belgischer Meister im Straßenrennen. Beim Giro d’Italia 2021 gewann er die Zwischensprintwertung und die Wertung Combattività, eine Kombinationswertung. Ein Jahr später gewann er die 18. Etappe des Giro d’Italia im Sprint einer vierköpfigen Ausreißergruppe.

## Privates
2013 schloss Dries De Bondt ein Studium der Betriebswirtschaft an der Universität Leuven ab, und er absolvierte ein postgraduales Studium in Sportmanagement an der Universität Brüssel.

## Erfolge
2015
- Mannschaftszeitfahren Ronde van Midden-Nederland
- Grote Prijs Stad Sint-Niklaas

2016
- eine Etappe Ronde de l’Oise
- Halle–Ingooigem

2019
- Halle–Ingooigem
- Memorial Rik Van Steenbergen

2020
- eine Etappe Étoile de Bessèges
- Bergwertung Algarve-Rundfahrt
- Sprintwertung Tour de Wallonie
- Belgischer Meister – Straßenrennen

2021
- Sprintwertung und Kämpferischster Fahrer Giro d’Italia

2022
- eine Etappe Giro d’Italia
- Textielprijs Vichte

2023
- Punktewertung Tour of Guangxi
- Textielprijs Vichte
- Izegem Koers
- Punktewertung Tour of Guangxi

## Grand-Tour-Platzierungen
| Grand Tour            | 2021 | 2022 | 2023 | 2024 | 2025 |
| --------------------- | ---- | ---- | ---- | ---- | ---- |
| Giro d’ItaliaGiro     | 91   | 109  | −    | –    | 128  |
| Tour de FranceTour    | –    | −    | −    | –    |      |
| Vuelta a EspañaVuelta | –    | −    | −    | –    |      |